# 高松エクスプレス
高松エクスプレス株式会社（たかまつエクスプレス、英称：Takamatsu Express CO., LTD.、愛称：フットバス）は、香川県高松市に本社のある高速バス専業のバス事業者である。
かつて、関西汽船と加藤汽船が運航していた高松港 - 神戸港・大阪港航路の廃止及び縮小に伴い高速バス事業に参入した。本社所在地は香川県高松市国分寺町新名字前谷50-2（国分寺バスターミナルと同所）。

## 沿革
- 2000年12月22日 - 関西汽船と加藤汽船等が共同出資で高松エクスプレス株式会社を設立。設立時の本社・車庫は香川県高松市朝日町五丁目4番27号の高松ハイタク事業協同組合内に間借りしていた。
- 2002年8月5日 - 高松駅 - なんば間（愛称：たかなんフットバス号）を南海バスと共同で運行開始（開設当初は湊町バスターミナルに立ち寄らず）。
- 2004年3月20日 - 国分寺バスターミナルが落成し、高松側始発地を同バスターミナルに変更するとともに、本社・車庫も同所に移転。同時に湊町バスターミナル(OCAT)への立ち寄りを開始。
- 2004年12月10日 - 競合他社と同様にゆめタウン高松経由に変更。これにより高松中央インター口バス停廃止。
- 2005年7月17日 - 高松駅 - 神戸三宮間（愛称：高松フットバス号/神戸フットバス号）を神戸フェリーバスと共同で6往復運行開始。
- 2008年4月10日 - 運賃改定（値上げ）。競合他社の値上げと歩調をあわせた。
- 2009年3月20日 - 神戸便の指定日のみ3往復増便運行開始。
- 2009年4月 - 商船三井が関西汽船を株式公開買付により子会社化。当社も商船三井の持分法適用会社となる。
- 2009年8月1日 - 神戸便の指定日のみの増便を取りやめ7往復に。
- 2010年3月10日 - ダイヤ改正を実施。
  - なんば便の一部を高松駅発着や高速舞子・三宮経由とする。
  - 神戸便から神戸フェリーバスが撤退し、当社単独運行となる。[1]
- 2010年6月 - 加藤汽船の完全子会社となる[2]。商船三井の持分法適用会社から除外。[3]
- 2011年3月1日 - 神戸便の上り2本を神戸空港・海上アクセスまで延長。
- 2012年10月21日 - 南海バスの一部便が大阪駅前（桜橋口）に乗り入れ。
- 2017年4月1日 - 大阪便から南海バスが撤退。
- 2018年4月1日 - 淡路島の南あわじ市に停車開始。

## 車庫・営業所
- 車庫は本社のみにある。
- 直営のチケット販売所は、本社のほか、高松駅バスターミナル、高松中央インター南案内所（新型コロナウイルス感染症のため2020年8月4日より無期限休業中）にある。大阪でのチケット販売は南海バスが担当、ミント神戸バスターミナルでは、日本交通にチケット販売業務を委託している。

## 路線
- いずれも単独運行となっている。
- 大阪・神戸 - 四国間の路線で唯一南あわじ - 四国間のみの乗車が可能な路線である。当路線は大阪・神戸 - 高松間の輸送だけで無く、大阪・神戸 - 南あわじ間の輸送及び南あわじ - 高松間の輸送も担っている。
- 高松 - 大阪間が「大阪うどん線」、高松 - 神戸間が「神戸うどん線」、南あわじ - 大阪間が「大阪あわじ線」、高松 - 南あわじ間が「あわじうどん線」。

### 高松 - 南あわじ - 南海なんば「大阪うどん線・大阪あわじ線・あわじうどん線」
- 旧「たかなんフットバス号」
- 大阪全日空ホテルには2006年3月18日より停車していたが、2008年4月10日に廃止された。USJと大阪全日空ホテルはどちらか一方のみの発着だった。
- USJは一部便のみで、共同運行時代、USJ発便は高松エクスプレス、国分寺発便は南海バスが担当していた。大阪 - 高松間の路線で競合他社を含め大阪側の事業者が定期便でUSJに入る唯一のケースでもある。

#### 運行経路・停車箇所
- 国分寺バスターミナル - 国分寺ダイアパレス前 - 高松駅 - 県庁通り - 栗林公園前 - ゆめタウン高松 - 高松中央IC南 - 三木BS - 志度BS - 津田BS - 大内BS - 引田BS - 鳴門西BS - 高速淡路志知 - 高速舞子（一部便のみ） - 神戸三宮（一部便のみ） - USJ（一部便のみ） - 大阪駅前（桜橋口高架下） - 湊町バスターミナル（OCAT） - なんば高速バスターミナル

- 高松市内の一般道 - 高松自動車道 - 神戸淡路鳴門自動車道 - 第二神明道路 - 阪神高速道路3号神戸線 - 阪神高速道路5号湾岸線 - 阪神高速16号大阪港線 - 阪神高速1号環状線 - 大阪市内一般道
  - 高速淡路志知は2022年4月11日より全便乗降車可。2022年4月10日までは下り線で乗車は一部便のみ可、下り線で降車及び上り線で乗降車は全便可だった。
  - 神戸市内では道路状況により、国道2号、阪神高速7号北神戸線などに迂回することがある。
  - 大阪市内でも道路状況により一般道に迂回することがある。
  - 神戸淡路鳴門自動車道内の室津パーキングエリアで休憩を取る。なお、南海バス運行便は休憩を取らない場合が多かった。

#### 沿革
- 2007年2月26日 - 三木BS停車。
- 2010年3月10日 - なんば便下り3便、上り4便が高松駅発着に、2往復が高速舞子・三宮経由となる。
- 2012年11月1日 - 南海バス運行便（下り最終便・上り初発便は除く）のみ、大阪駅前に乗り入れ。
- 2013年3月16日 - 南海バス運行便は、上り初発便を除き高松駅始発・終着となる。また、フットバス運行便を含めた全便が大阪駅前に乗り入れ。
- 2017年4月1日 - 南海バスが運行から撤退（大阪側の予約・発券のみ継続）。
- 2018年4月1日 - 高速淡路志知に停車。

### 高松 - 南あわじ - 神戸三宮「神戸うどん線・あわじうどん線」

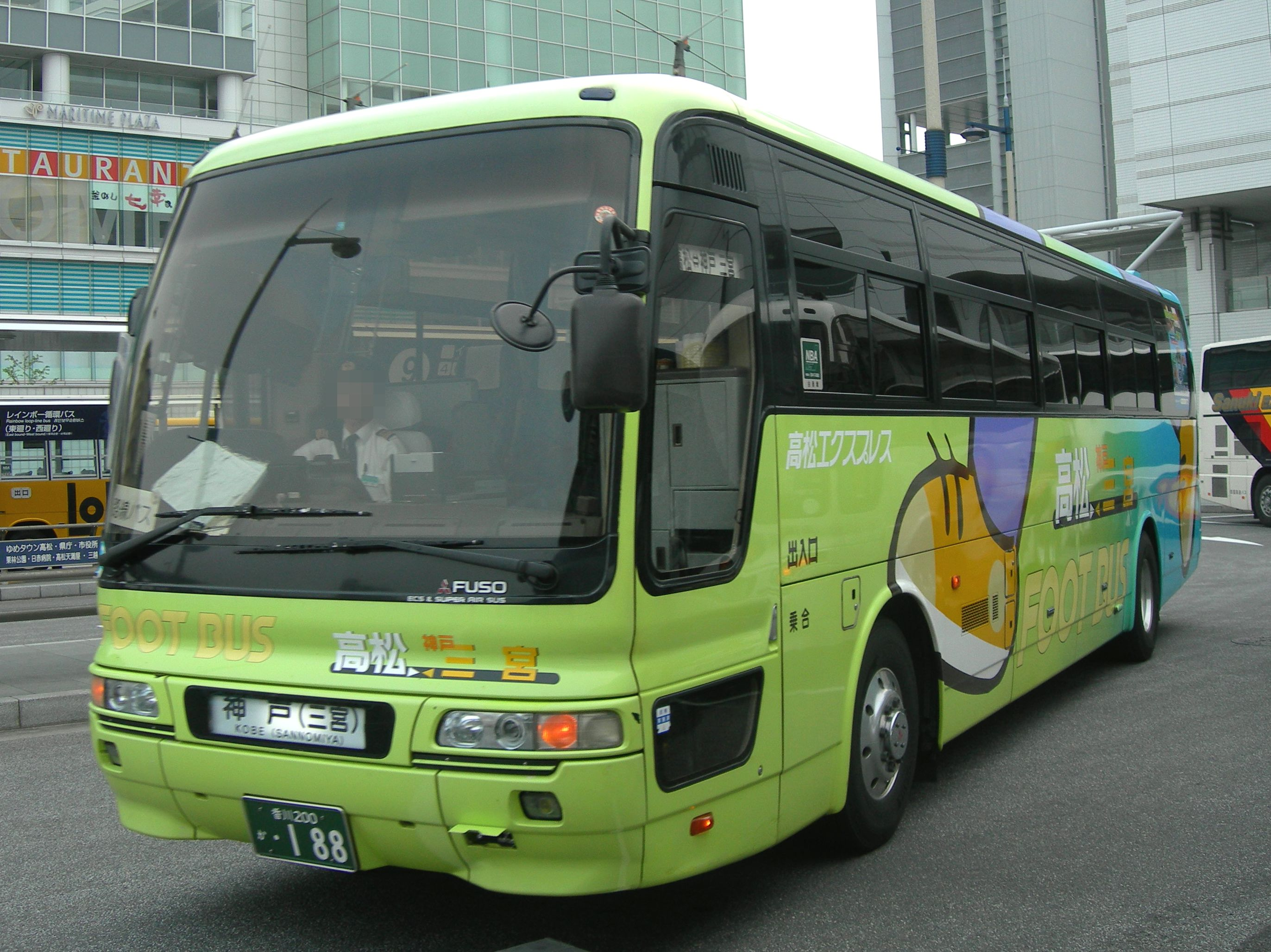
神戸うどん線の車両

国分寺バスターミナル - 国分寺ダイアパレス前 - 高松駅 - 県庁通り - 栗林公園前 - ゆめタウン高松 - 高松中央IC南 - 三木BS - 志度BS - 津田BS - 大内BS - 引田BS - 鳴門西BS - 高速淡路志知 - 高速舞子 - 神戸三宮
- 旧「高松フットバス号・神戸フットバス号」
- 神戸フェリーバスとの共同運行で6往復で運行開始。
- 原則として途中休憩はない。
- 神戸フェリーバス運行便（3往復）のうち2往復は高松駅始発・ジャンボフェリーのりば終着となっていた。
- 箕谷インター口は2006年3月18日から2021年4月25日まで停車。
  - 運行経路は、高松市内の一般道 - 高松自動車道 - 神戸淡路鳴門自動車道 - 阪神高速7号北神戸線 - 箕谷インター口 - 阪神高速32号新神戸トンネル - 神戸市内の一般道（主に国道2号）であった。渋滞の名所である須磨ICを抱える第二神明道路を通らないことをセールスポイントにしていた。
- 三木BSは2007年2月26日より停車。
- 2009年3月20日より土日祝日及び3月20日〜4月5日、4月29日〜5月5日、8月1日〜8月31日、12月28日〜翌年1月5日のみ3往復増便。
- 2009年8月1日より終日7往復に。2017年4月1日からは8往復。
- 2010年3月10日よりなんば便2往復が高速舞子・三宮経由となり（箕谷インター口は通らない）、高松 - 三宮間は5往復で合計7往復となる。三宮経由なんば行き1便を除き全便が国分寺バスターミナル発着となる。神戸フェリーバスが撤退。
- 2011年3月1日より上り2本が神戸空港・海上アクセスまで延長運転していたが、2017年3月31日（運行最終日）をもって廃止。
- 高速淡路志知は2022年4月11日より停車し、全便乗降車可。
- 2024年6月14日より1往復（上り2便と下り103便のみ）に減便（減便分はなんば発着の高速舞子・三宮経由便を増やして対応）。ジャンボフェリーのりばは下りの一部便のみ停車していたが、同日より停留所休止。

## サービス

### 割引運賃
詳細は公式サイトを参照のこと。
大阪うどん線
- 瀬戸内クルーズ&バスセット（一人用4,300円、大人二人セット7,600円）
  - ジャンボフェリー（神戸・高松線、または神戸・小豆島線）と大阪うどん線をそれぞれ片道ずつ利用できる企画乗車券。阪神間と三宮バスターミナル－三宮新港第3突堤（ジャンボフェリーのりば）間のフェリー連絡バスの運賃、およびフェリーの小豆島線を選んだ場合の小豆島から高松までの運賃は自己負担となる。かつては「たかなんフットバス＆ジャンボフェリーセット券」の名称（3,990円）で、神戸・高松線の片道とたかなんフットバス片道のセットだった。
- 回数券（4枚つづり）運賃は公式サイトを参照のこと。
  - 高松エクスプレス公式サイトで発券予約をすると、コンビニ（ローソンのロッピー、ファミリーマートのFamiポートの払王サービス）で購入できる（回数券の座席予約は電話のみ）。
- 「小豆島・関西連絡きっぷ」（なんば線用）1セット券が4,100円、2セット券（1人で往復しても2人が片道で使ってもよい）が7,400円。
  - 小豆島フェリー[4]・内海フェリー・国際フェリーの乗船券がセットになっている。なお、小豆島フェリーは高松エクスプレスの同系会社・宇高国道フェリー（2012年で運休）と宇高航路で競合していた四国フェリーの系列会社である。
- 他にも「高野山セット券」、「ホテルセット券」などの設定がある。

神戸うどん線
- 神戸うどん線・ジャンボフェリー共通利用券（4枚つづり6,400円、3枚つづり4,800円）
  - 神戸うどん線には2枚で片道1回、ジャンボフェリーには1枚で片道1回の利用が可能。また、神戸うどん線利用時には共通利用券1枚を運賃1,850円と計算し、同券1枚と差額運賃を支払っての利用も可能である。2014年3月以前が期限の回数券は、2014年4月以降も券面金額（1枚1,800円）の乗車船券として使用できる。
  - この共通利用券は「神戸フットバス開業記念」の期間限定乗車券として発売されたが、ライバル路線となる高松エクスプレス神戸号・さぬきエクスプレス神戸号、ハーバーライナー（JR四国バス、四国高速バス、神姫バス、西日本JRバス共同運行）4社共通で利用できる「高松中央インターバスターミナル開業記念特殊回数券」を発売して対抗したこと、神戸ゆきは神戸うどん線もライバル路線も大阪うどん線に比べて乗車率が低いことなどの事情があり、販売期間と有効期限は再々延長され、2017年8月現在の最終有効期限は2018年3月末日となっている（2008年2月に延長された際には、ジャンボフェリーはゴールデンウィーク<4月28日〜5月6日>使用不可の制限がついた。さらに6月の延長時にもジャンボフェリーは8月11日〜15日使用不可となった。その後も年末繁忙期にはジャンボフェリーは利用制限がかかった時期があった。2015年現在は利用制限はないが、繁忙期の割増運賃は別途支払が必要）。また、2014年8月1日より導入されたジャンボフェリーの深夜便割増運賃は別払いとなる。
- 「小豆島・関西セット券」（神戸線用）1セット券が3,900円、2セット券（1人で往復しても2人が片道で使ってもよい）が6,700円。
- 他にも「ホテルセット券」などの発売がある。

### 予約サービス
- 電話予約
  - フットバス予約センター

長らく6:00 - 23:00と競合他社と比べ予約センターの営業時間が長いことが特徴だったが、2011年6月1日からは20:00終了と短縮され、さらに2017年4月1日からは8:00 - 19:00と開始・終了ともに短縮された。
- インターネット予約
  - 発車オ〜ライネットに会員登録すれば予約可能。ただし、回数券や共通利用券の予約は電話のみとなっている。

予約後は各社窓口はもちろん、コンビニ（MMS）での購入、インターネット乗車票サービス（旅ぷらざ）にも対応。
なお、ゆめタウン高松バス停にはフットバスの窓口はない。待合所にはその旨の警告文がある。同バス停に隣接してファミリーマートがあり、またゆめタウン内には旅行代理店として高松商運・日旅サービスがあるが、システムの都合上、始発地の出発時刻の30分前（国分寺始発便では約90分前）で発売終了となるため、予約をせずに間際で購入することはできない。

### 車内サービス
- おしぼり、ひざ掛け毛布の貸し出し（枚数制限あり）。

以前はバス後部に給湯器があり、コーヒー、お茶のサービスがあったが、2016年3月31日をもって廃止された。南海バス運行便では、一時缶入りお茶のサービスがあったが、現在は行われていない。車内サービスをもともと行っていない、或いは中止した高松発京阪神方面ゆきの他社高速バスとの差別化ポイントになっていた。

### パークアンドバスライド
詳しくは、フットバス公式サイトを参照。
高松エクスプレス独自のもの
- 国分寺バスターミナル（完全無料）
- 高松中央インター南（48時間（2015年3月31日までは96時間）まで無料・以降24時間500円）
  - 下車時に駐車サービス券を運転士より受け取らないと、無料サービスの適用外となる。

他の高速バスと共通のもの（ゆめタウン高松以外は無料）
- ゆめタウン高松（24時間（2015年3月31日までは48時間）まで無料・以降24時間500円）
  - 下車時に駐車サービス券（高松中央インター南とは券が異なる）を運転士より受け取らないと、無料サービスの適用外となる。
  - 旧駐車場は2022年6月30日17時をもって閉鎖された。移転先の新駐車場はフットバスでの利用は当初できなかったが、2023年4月1日より再開された。
- 三木
- 志度
- 津田
- 大内
- 引田
- 鳴門西
- 高速淡路志知
  - 以上は地方公共団体が整備。

その他
- ジャンボフェリーバス停
  - 高松東港ジャンボフェリーのりば駐車場（完全無料）
- 箕谷駐車場（神戸市道路公社）
  - 無料サービスはない。かつては1日300円、1泊以上の利用は1日につき1000円の違約金の制度となっていたが、駐車料金が改定され、1日500円（PiTaPa決済で450円）となると同時に、2日以上の利用も公式に可能となった。

## 車両

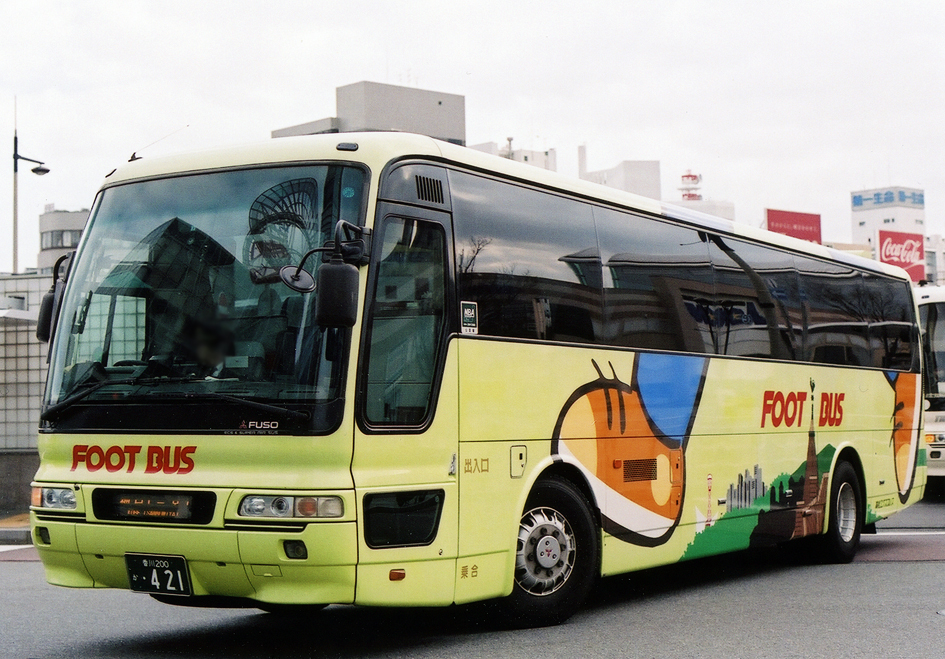
神戸三宮線の車両（神戸フェリーバスからの移籍車。「KOBE」を消した跡が残っている）

これまで、三菱ふそう・エアロバス（エアロエース含む）ハイデッカーで統一していたが、2016年４月より三宮経由大阪線にセレガを投入。現在は三菱ふそうエアロエースと日野セレガが在籍している。
導入時期により、塗装（たかなん専用車、神戸専用車、共用車）、給湯ポットの位置と側面ガラスの仕様が異なっていたが、現在塗装は全て統一されており、導入時期による外観の差異はなくなっている。すべて後部トイレ、テレビまたは液晶ディスプレイによる車内案内表示装置を設置。
現在4列シートの他、3列独立シートの車両を導入しており、フットレスト、枕、仕切りカーテンを装備している。全車両Wi-Fi、コンセントが利用出来る。なお、3列独立シート装備車の運用は時刻表に記載されている。以前まで神戸線専用車は「ゆったりシート」としてシートピッチを拡大していたが、1 - 3番AB席は通常のシートピッチとなっていた。また、最後部の9番CD席は原則として販売していなかった。

### 共同運行会社の車両
現在共同運行は行われていない
- 神戸フェリーバス
  - すべて三菱ふそう・エアロバスハイデッカーで統一。高松エクスプレスの塗装を基本にしながらも、ボディロゴが「KOBE FOOT BUS」となっているほか、神戸の街並みを描くなど細部が異なる。また、窓は固定窓に統一、給湯ポットは最後尾にある。後部トイレ付き。なお、同社の撤退により、高松エクスプレスに移籍していたが、現在は廃車になっている。給湯ポットとトイレが無い車両が2両在籍していたが、これらはフットバス以外の同社路線にも運用できるよう、ボディロゴが「KOBE FERRY BUS」となっているのが特徴であった。このトイレなし車両は高速バス事業からの撤退後は貸し切りや、フェリー連絡バスの予備に使用されていた。

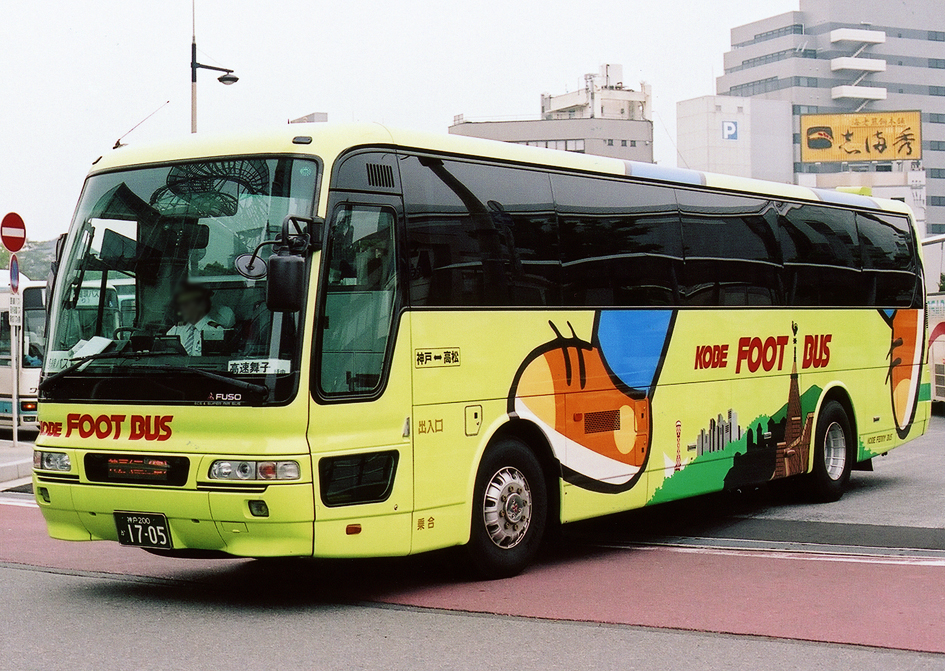
神戸フェリーバス「神戸フットバス号」
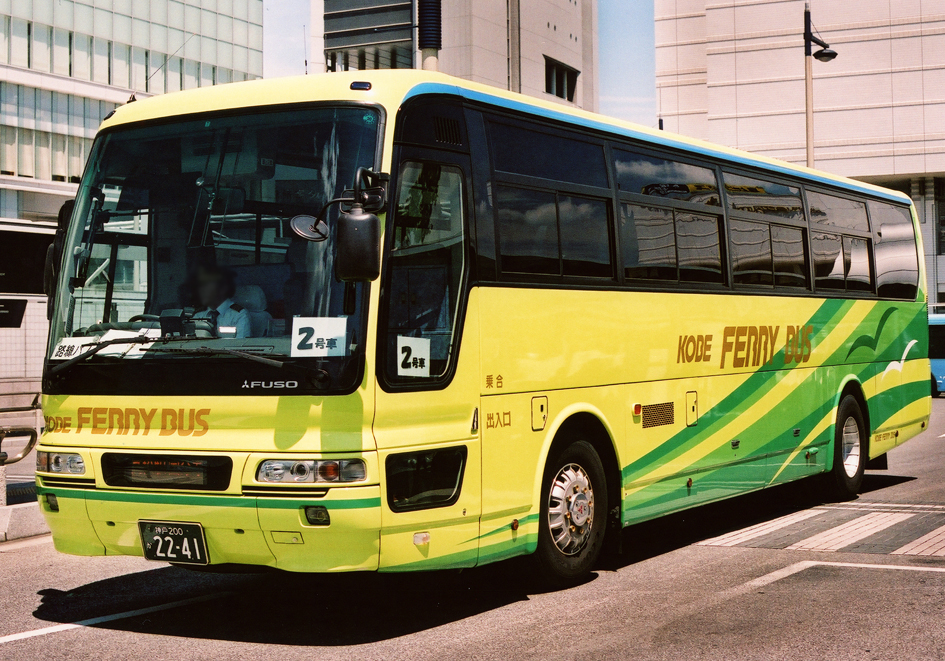
神戸フェリーバス トイレなし車両「神戸フットバス号」

- 南海バス
  - 堺営業所所属の、白ベースに紫色のアクセントが入った通称「ソラエカラー」車両。後部トイレ付き。
  - かつては2往復が「サザンクロスカラー」車両の3列シート車で運行されていた。

### バスロケーションシステム
- 関西発着高速バス共通のバスロケーションシステムに参加し、公式サイトからバスの現在地などを知ることができる。
  - バス停留所用表示装置は他社高速バスと共用である。
  - フットバス停車停留所で、バスロケーション表示装置設置があるのは、高松駅（案内所内）、ゆめタウン高松（案内所内）、高松中央インター南（案内所内）、志度、津田、大内、引田（ここまで上りのりば）と、高速舞子（下りのりば）。

### コマーシャル・イメージ戦略
- 加藤汽船と資本関係が深い瀬戸内海放送ではコマーシャルが放送されている。さらに、瀬戸内海放送と関係の深いFM香川でもコマーシャルが流れていた。
- ジャンボフェリー同様、フットバスのテーマソングも存在した。高松駅バスターミナルで発車案内放送のバックに流れていたが、便数の増加に伴い肉声アナウンスとなり、聞くことができなくなった。

### 共同運行会社（南海バス）について
南海バスは、なんば（OCAT） - 高松間では阪急バス、西日本JRバス、四国高速バス、JR四国バスと競合しているが、関西空港 - 高松・丸亀間では、四国高速バス、JR四国バス、関西空港交通（南海電鉄の子会社）と関空リムジンを共同運行している関係である。いずれもソラエカラーの車両だが、関空リムジンの車両は「Airport Limousine」の文字が入っているのですぐに区別できる。ご当地ナンバーが導入された現在ではナンバープレートでもわかる（たかなんフットバスは堺ナンバー、関空リムジンは和泉ナンバー）。